# Leone VI il Saggio
Leone VI (noto con l'epiteto il Saggio dal greco Sophós) (Costantinopoli, 19 settembre 866 – Costantinopoli, 11 maggio 912) è stato un imperatore bizantino, formalmente Basileus dei Romei dall'886 fino alla sua morte.

## Biografia

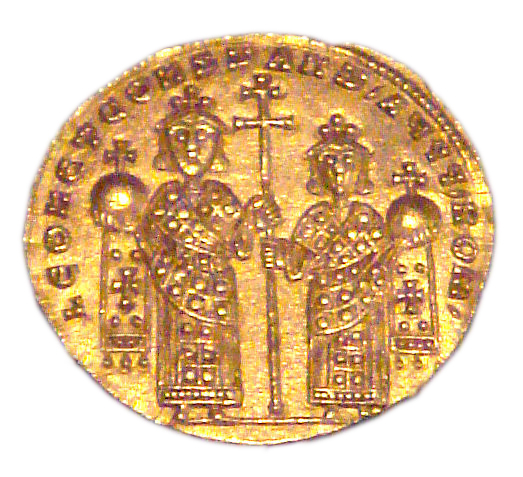
Solidus di Leone VI, insieme al figlio Costantino VII.

Leone VI era figlio di Basilio I il Macedone (867-886), anche se diversi storici ipotizzano che in effetti fosse progenie del predecessore, Michele III, ed era anche ciò che si diceva a Costantinopoli in quei tempi, tra la gente. Questa tesi è stata formulata in quanto sua madre Eudocia era un'amante di Michele III, che, per introdurla a corte senza causare scandali, l'aveva data in sposa al fido Basilio. Nell'882, quando Leone VI aveva sedici anni, fu obbligato dal padre a sposare Teofano, una ragazza sgraziata ed estremamente religiosa, scelta con un concorso di bellezza tra dodici giovani dalle varie province imperiali. Leone, che non l'amava, non voleva rinunciare alla sua amante Zoe Zaoutzaina; Basilio I, come conseguenza delle proteste di Teofano, andò su tutte le furie e per punizione frustò Leone, bandendo Zoe da Costantinopoli ed imponendole un marito. Dopo essere stato fustigato, Leone fu imprigionato per tre mesi, e Teofano volle a tutti i costi condividere la stessa pena del marito, insieme a Eudocia, la figlia appena nata.

### L'ascesa al trono
Dopo la morte del padre nell'886, avvenuta durante una battuta di caccia, Leone VI salì al trono ricevendo in eredità quello che era l'Impero romano d'Oriente più esteso sin dai tempi di Giustiniano I. Tra i suoi primi atti, fece deporre il patriarca Fozio I di Costantinopoli (come già aveva fatto il padre Basilio) per sostituirlo con suo fratello, Stefano, atto che fu duramente criticato da papa Stefano V, che scomunicò l'omonimo neo-patriarca, anche se poco dopo dovette accettarlo e ritirare la scomunica.
Durante il regno di Leone l'impero bizantino perse i territori della Sicilia e di Reggio Calabria a opera dei musulmani, e i Balcani a causa della guerra con Simeone Khan dei Bulgari, nell'894, quando questi invasero il territorio bizantino sconfiggendo l'esercito imperiale.
Nel 907 Costantinopoli fu posta sotto assedio e l'Impero dovette pagare un tributo annuo allo scopo di riscattare i numerosi prigionieri di guerra e ristabilire la pace. Nel 902 caddero le città sulla costa orientale della Sicilia. Con la caduta di Taormina, ultima roccaforte, la Sicilia fu completamente in mano islamica. Sul fronte orientale, i musulmani conquistarono l'Armenia grazie al supporto logistico della flotta araba, mai intervenuta prima.

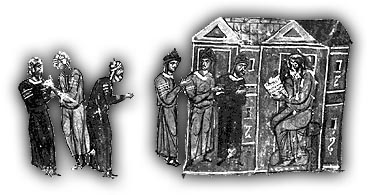
Immagine ai tempi di Leone VI.

Nel 904, Leone di Tripoli, un disertore di origine greca, assediò per tre giorni Tessalonica per poi conquistarla.

### I quattro matrimoni

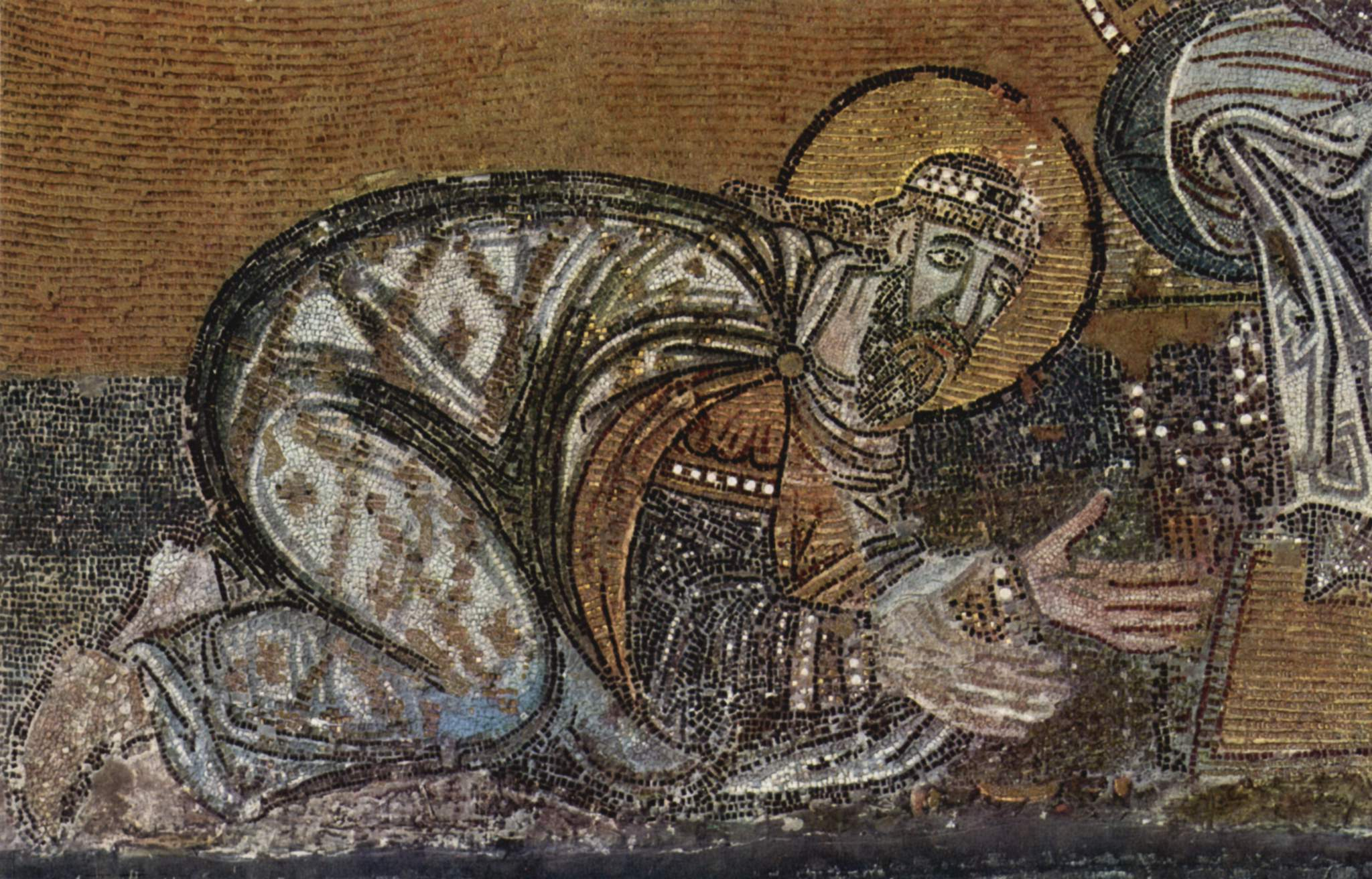
Leone VI rappresentato in un mosaico di Santa Sofia, ai piedi di Cristo.

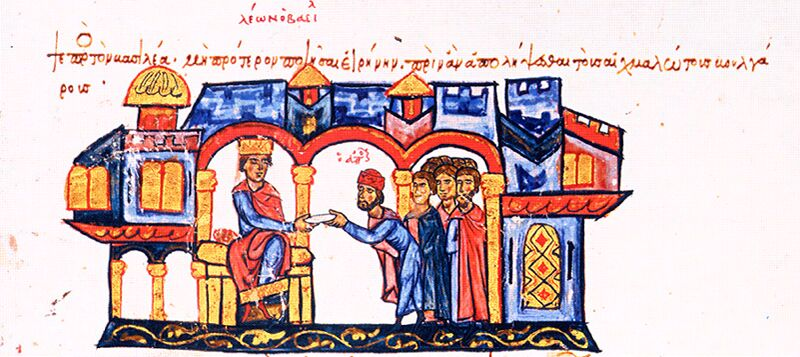
Leone VI riceve la delegazione bulgara.

Leone aveva problemi familiari; la moglie Teofano, impostagli dal padre Basilio, non aveva mai esercitato ascendente su di lui divenendo bigotta, quasi ridicola. Morì poco dopo essersi tonsurata ed essere entrata in convento il 10 settembre 897. Leone fu così libero di far tornare a Costantinopoli la sua vecchia amante Zoe Zautsina. Nell'898 Zoe e Leone si sposarono, ed ella rimase incinta mettendo poi al mondo una femmina. L'anno dopo Zoe morì per malattia, lasciando così Leone senza eredi diretti al trono. Deciso ad avere un erede, Leone sposò una certa Eudocia Baianè, terzo matrimonio che all'epoca era vietato poiché considerato fornicazione, peccato per il quale era prevista la sospensione dai sacramenti per un periodo di tempo. Finalmente nel giorno di Pasqua del 901, nacque un erede maschio ma Eudocia morì di parto; il bambino le sopravvisse solo pochi giorni.
Leone capì che sarebbe stato molto difficile ottenere la dispensa per il quarto matrimonio, ma era determinato a garantirsi un successore diretto, ben sapendo che una successione controversa avrebbe scatenato il caos nell'impero, in un periodo delicato per via delle ripetute aggressioni arabe. Nel 901 morì il patriarca Cauleras e al suo posto Leone riuscì a far nominare un suo uomo di fiducia, Nicola il Mistico, il cui epiteto «mistico» derivava non dalla sua indole ascetica ma dal suo passato come Misticos (segretario privato) di Leone VI. Scelse come amante la figlia dell'ammiraglio Ermerio, Zoe Carbonopsina («dagli occhi neri come il carbone»). Non nascose il fatto e la Chiesa, seppur non approvando, preferì questa soluzione a un quarto matrimonio. Nel 905 nacque un maschio e Leone, ritornando sui suoi passi, decise di sposare Zoe, rendendo così legittimo il figlio. Il patriarca Nicola non poteva però sposarli, ma nemmeno poteva lasciare che il bambino vivesse in quel modo; si giunse così a un compromesso, secondo il quale Zoe avrebbe dovuto lasciare il palazzo imperiale e successivamente sarebbe stata ufficializzata la nascita del bambino a Hagia Sophia. Il 6 gennaio del 906 il bambino fu battezzato con il nome di Costantino; questo evento fu seguito dal ritorno di Zoe a palazzo, poiché Leone voleva ufficializzare la loro unione, facendosi sposare in segreto da un prete, per poi annunciarlo al popolo.

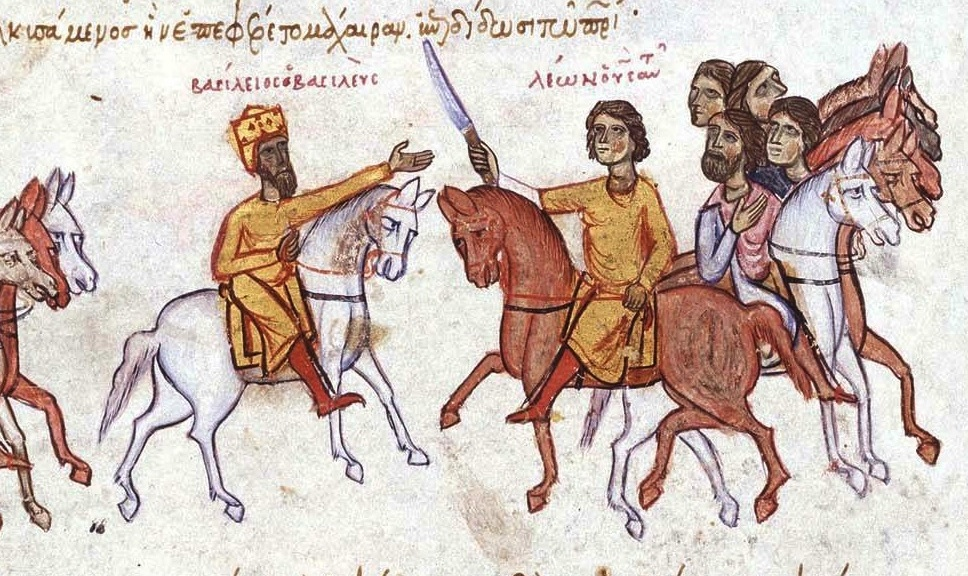
Una immagine di Basilio I il Macedone e di suo figlio Leone VI il Saggio.

Il Patriarca non poteva accettare questa unione, poiché, come era scritto nella legge canonica, il quarto matrimonio non era ammesso ed era considerato poligamia; in caso di quarto matrimonio, le due parti erano obbligate a separarsi, con una scomunica dai sacramenti che durava molti anni. Nicola sarebbe anche stato disposto a trovare un ulteriore compromesso, ma questo suscitò l'opposizione di Areta di Cesarea (discepolo di Fozio). Areta, vedendosi ignorato, decise di schierarsi con gli Ignaziani (discepoli di Ignazio) per contrastare le decisioni del Patriarca. Per risolvere la situazione, che rischiava di degenerare, Leone richiamò Eutimio il Sincello, abate prima di Areta, che era il rappresentante più influente degli Ignaziani, severo e moralista, proponendogli di nominarlo patriarca se, una volta eletto, avesse reso valida la sua unione con Zoe. Eutimio, dopo un iniziale rifiuto per salvare le apparenze, accettò l'incarico, ma Nicola si rifiutò di abdicare, vanificando così i piani di Leone. L'Imperatore non si dette per vinto; non protestò quando il 25 dicembre e il 7 gennaio del 907 Nicola gli negò l'ingresso a Santa Sofia, ma reagì il mese successivo accusando Nicola di essere in combutta con il ribelle Andronico Ducas, costringendolo così ad abdicare. Finalmente vi fu la legittimazione anche di Costantino, che da quel momento fu accostato all'epiteto «Porfirogenito» (nato nella porpora).
Nell'autunno del 911 Leone inviò l'ammiraglio Imerio a conquistare Creta, in mano agli Arabi. L'assedio durò sei mesi concludendosi con un nulla di fatto. Nel 912, Imerio fu raggiunto da un messaggio che attestava il peggioramento della salute di Leone. Avviandosi verso Costantinopoli, fu accerchiato dalla flotta di Leone di Tripoli; lo stesso Imerio si salvò per miracolo tornando poi nella capitale.

### La morte
Leone morì l'11 maggio 912; a succedergli fu suo fratello Alessandro, come reggente di Costantino, figlio dell'imperatore defunto.
Leone fu un imperatore di prim'ordine. Aveva diviso la Chiesa ma questo gli aveva permesso di continuare la dinastia per altri 150 anni. Governò saggiamente, lasciando l'impero in buone condizioni.

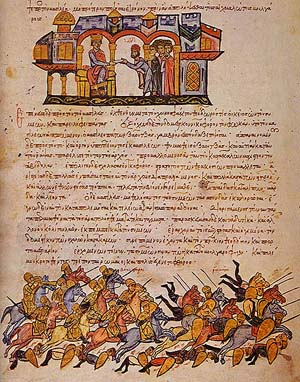
Cronache di Giovanni Skylitzes, dell'896.

Il ritratto musivo in Santa Sofia risale a molti anni dopo la sua morte.
Importanti le sue opere di codificazione delle leggi, ristrutturazione delle forze armate e amministrazione del potere periferico. Fu amato dal popolo che ebbe buoni motivi per glorificarlo.

## Opere
A Leone furono attribuiti vari scritti: poemi oracolari, brevi testi divinatori e il Tactica, un testo di arti militari.
- Leone VI il Saggio, Tactica, sive De instruendis aciebus, In Venetia, appresso Francesco de' Franceschi senese, 1586.

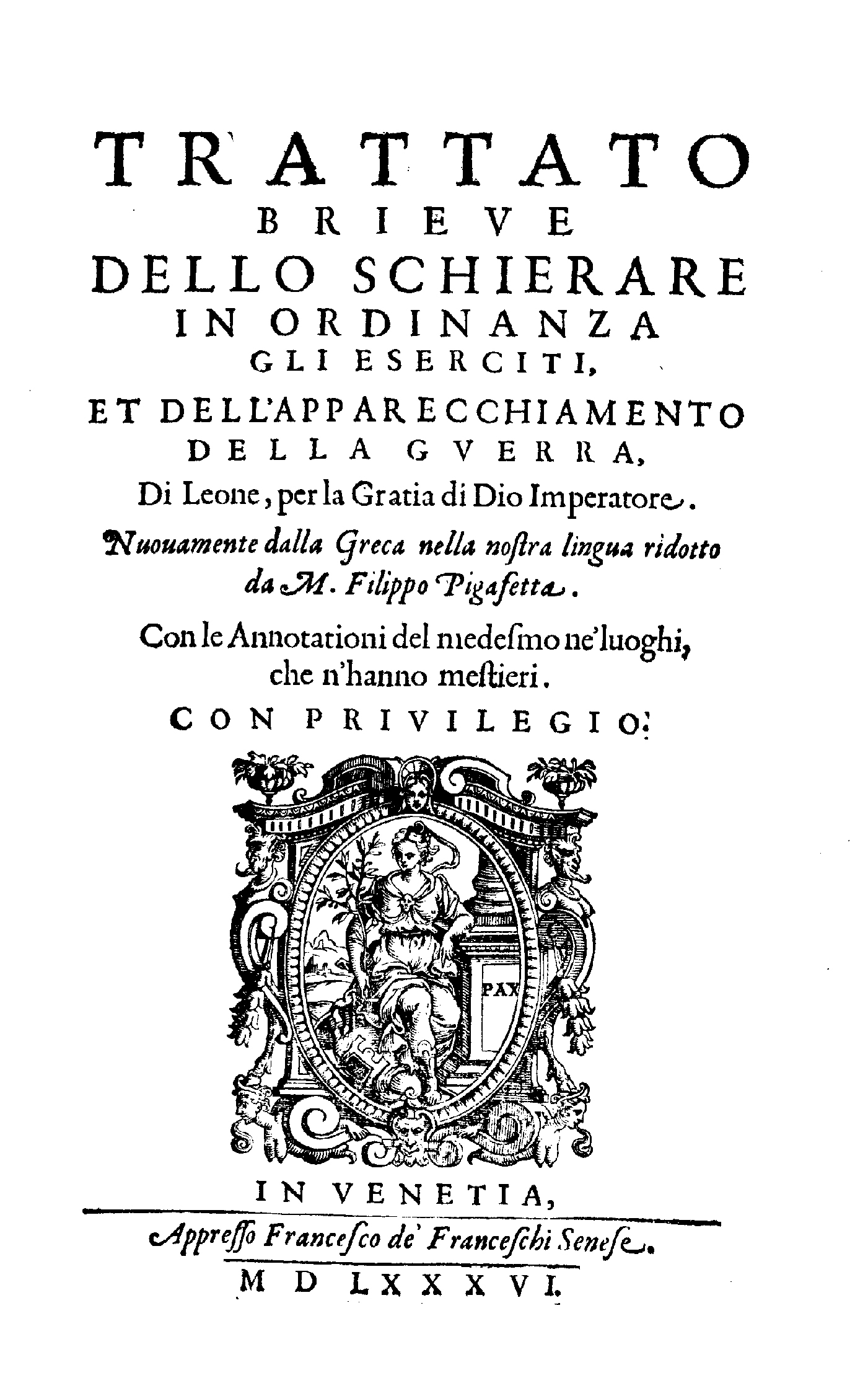
Tactica, sive De instruendis aciebus, 1586
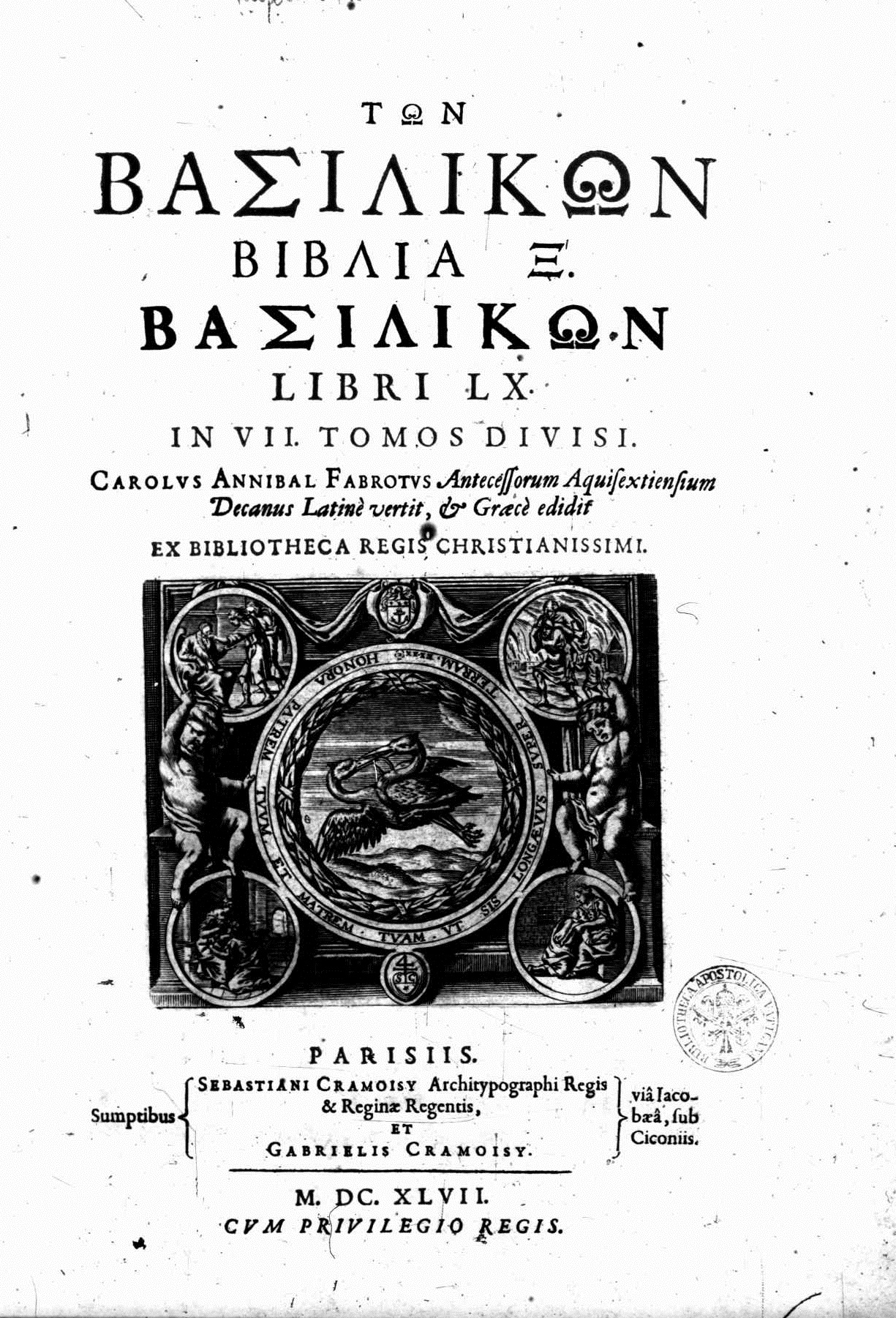
Basilika, 1647

## Discendenza
Dalla sua prima moglie Teofano, Leone ebbe una figlia:
- Eudocia, (†892).[5]

Dalla seconda moglie Zoe Zaoutsina Leone ebbe una figlia:
- Anna,[6] sposò Ludovico III, imperatore del Sacro Romano Impero[7]

Dalla terza moglie, Eudocia Baïana, Leone ebbe un figlio:
- Basilio[8] (morto infante)

Dalla quarta moglie, Zoe Carbonopsina, Leone ebbe due figli:
- Anna
- Costantino, che divenne imperatore nel 912 con il nome di Costantino VII.

## Galleria d'immagini

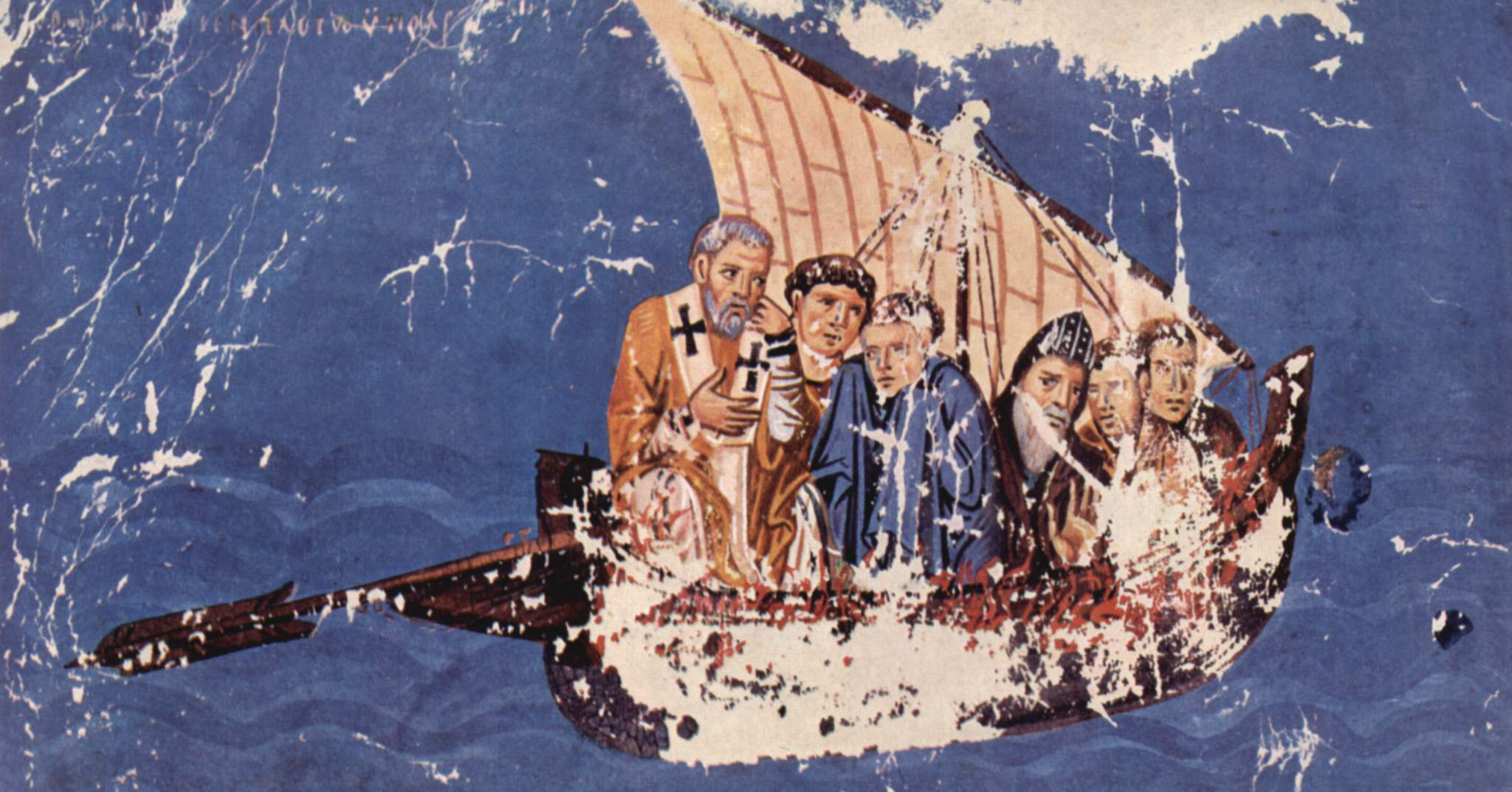
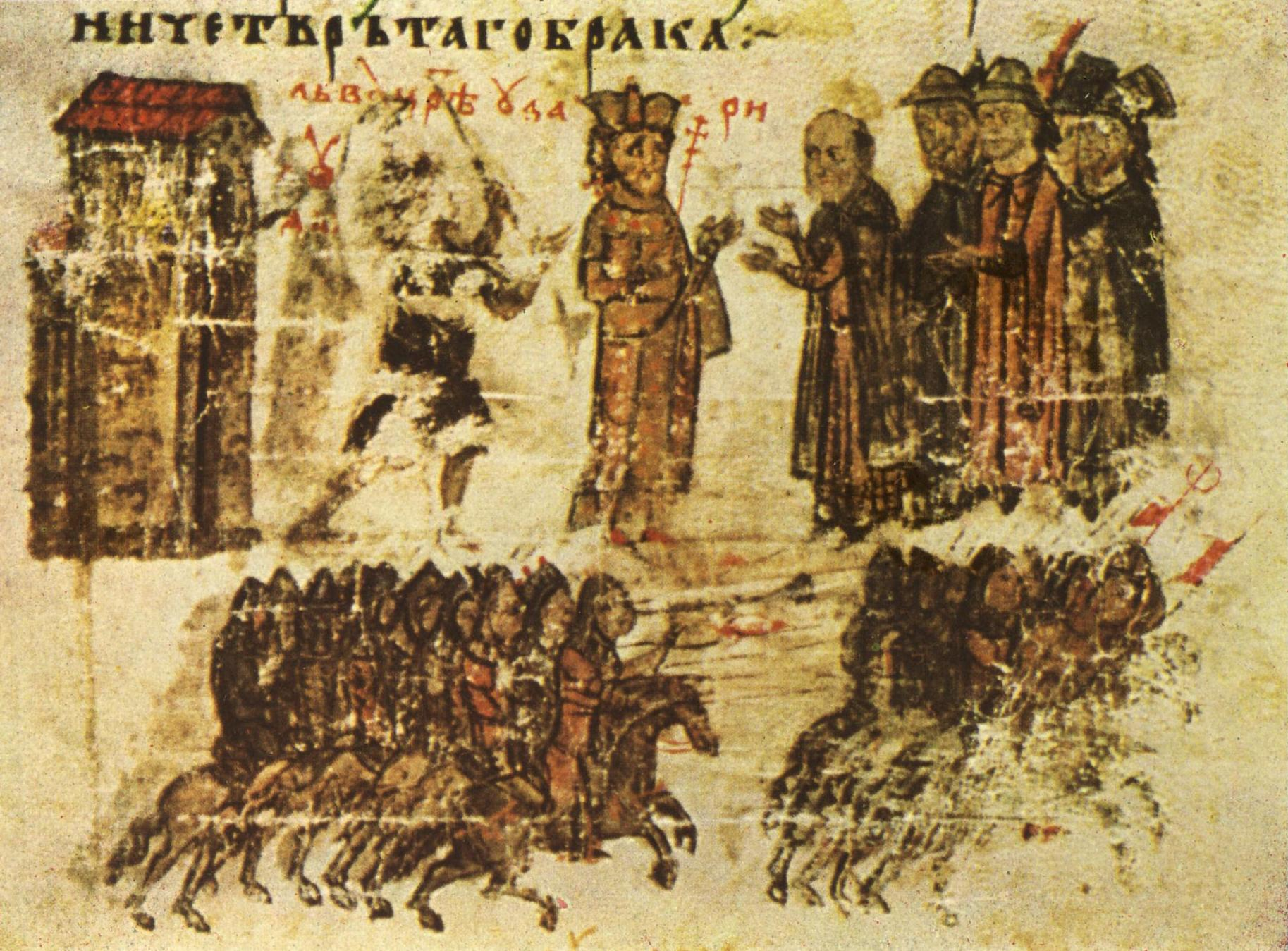
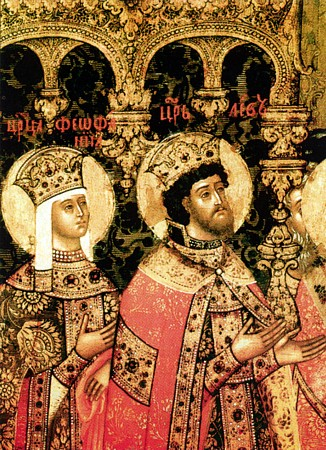
Leone VI, insieme alla moglie Teofano, in un dipinto del XVIII secolo.
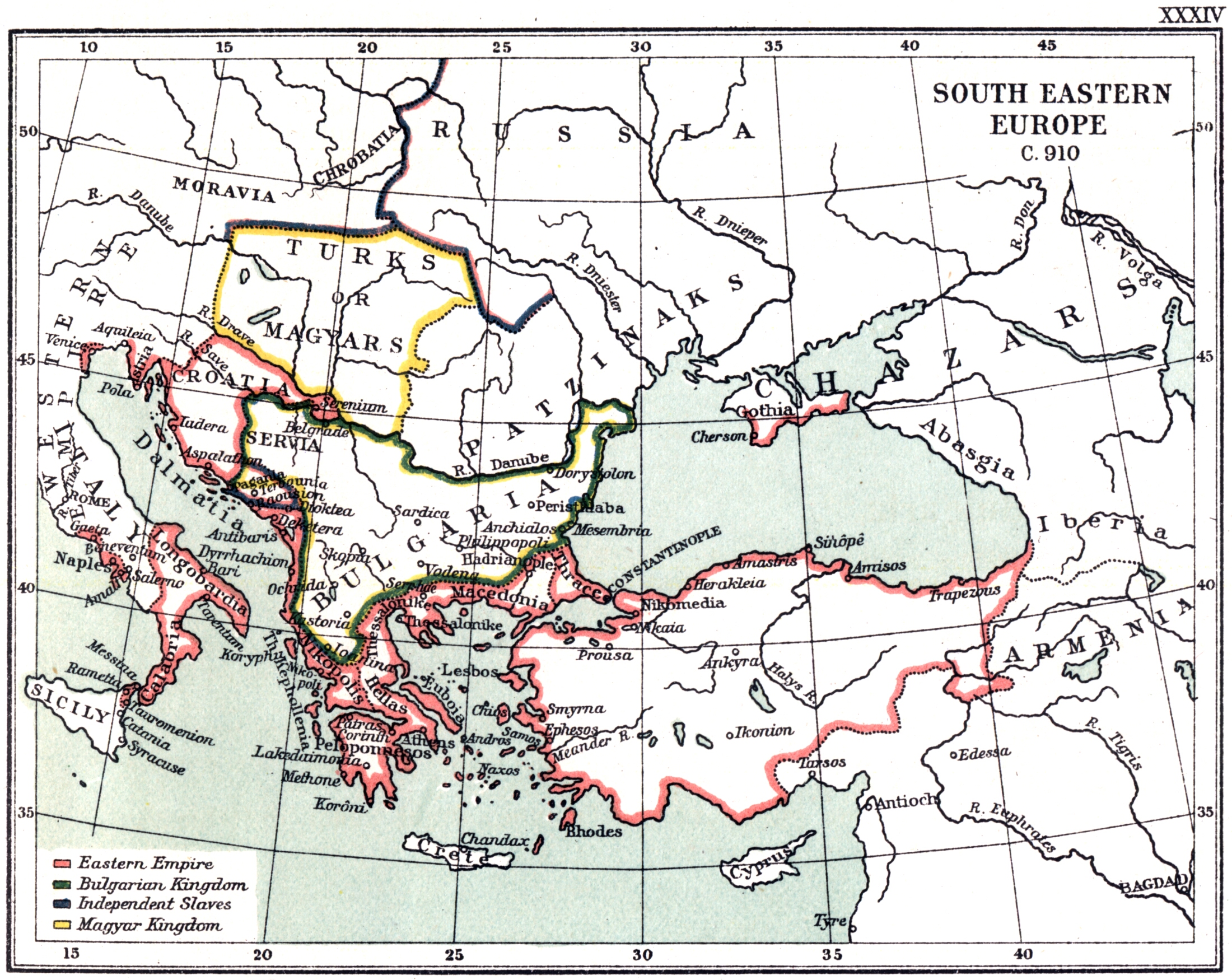
L'impero bizantino nel 910.